# Лукас, Джессика
Дже́ссика Лу́кас (англ. Jessica Lucas, род. 24 сентября 1985 года, Ванкувер) — канадская актриса.

## Биография
Актриса родилась 24 сентября 1985 года и выросла в Ванкувере в Канаде. Её отец — гаитянин, а мать — пакистанка. Начала заниматься актёрской деятельностью в 7 лет, получив профессиональное образование в детском агентстве Children’s Theatre Arts. Появилась в местных постановках «Белоснежки и семи гномов», «Бриолина», «Золушки» и многих других.
В 2001 году получает роль Бекки Лоуренс в канадском молодёжном ситкоме «Эджмонт». Сериал выходил на канале CBC Television с 4 января 2001 по 21 июля 2005 на протяжении 5 сезонов. Также актриса снялась в другом канадском сериале для детей 2030 CE — по жанру сериал представлял собой научно-фантастическую приключенческую историю. Шоу было вскоре закрыто.
В 2004 году Джессика появилась в роли Роксанны в сериале «Секс в другом городе». Затем последовала роль Сью Миллер в сериале ABC «Переходный возраст». Шоу продержалось один сезон и было вскоре закрыто из-за низких рейтингов. В 2006 году появилась в фильмах «Она — мужчина» и «Сделка с дьяволом». Джессика вновь появляется в новом проекте канала ABC, сериале «Секреты маленького городка». Но из-за высокого бюджета сериал закрыли, хотя критика хорошо приняла новое шоу.
В 2007 году актриса присоединилась к актёрскому составу сериала «C.S.I.: Место преступления» в роли Ронни Лэйк в 4 эпизодах шоу. Долгое время ходили слухи, что актриса пришла на замену Саре Сидл, но в основной состав Джессика так и не попала. Персонаж был выведен из сюжета без каких-либо объяснений. Джессика также появилась в телевизионном фильме «Split Decision».
В 2008 году актриса появляется в роли Кимберли МакЭйнтайер в нескольких эпизодах шоу «90210: Новое поколение» канала theCW и снимается в главной роли девушки по имени Лили в проекте Джей-Джей Абрамса «Монстро». Фильм, выпущенный компанией Paramount Pictures, оказался коммерчески успешным, собрав по всему миру более $198 млн и был хорошо принят критиками.
В 2009 году выходит фильм ужасов «Развлечение», где Джессика исполнила роль Лизы. Изначально картина должна была выпущена в широкий прокат компанией New Line Cinema, но после негативных отзывов, принято решение выпустить фильм сразу на DVD. Осенью 2009 года выходит спин-офф культового сериала, «Мелроуз-Плейс», где Джессика играет одну из главных ролей, учительницы начальных классов Райли Ричмонд. Несмотря на качественный материал и хорошие отзывы критиков, сериал сняли с эфира после выхода 18 серий из-за низких рейтингов.
В 2011 году актриса снялась в проекте канала NBC «Секс по дружбе», а также в главной роли в фильме «Большие мамочки: Сын как отец» — третьей части знаменитого комедийного сериала с Мартином Лоуренсом.
Весной 2012 года Лукас сыграла главную роль в сериале «Культ». В 2012 году она сыграла главную роль в римейке классического фильма ужасов «Зловещие мертвецы». В 2014 году Лукас появилась в фильме «Помпеи» режиссера Пола У. С. Андерсона.
С 2015 по 2019 год, она играла в сериале Готэм Табиту Галаван. В 2019 году Лукас сыграла главную роль Кейт Джеймсон в канадском криминально-драматическом телевизионном сериале «Убийства», который шел на Citytv. В конце 2020 года сыграла роль Билли в четвертом сезоне медицинского телесериала «Ординатор».

## Фильмография
| Год  | Название на русском             | Название на английском            | Роль       | Примечания                 |
| ---- | ------------------------------- | --------------------------------- | ---------- | -------------------------- |
| 2006 | Она — мужчина                   | She’s the Man                     | Ивонн      | Мировые сборы: $57 млн.    |
| 2006 | Сделка с дьяволом               | The Covenant                      | Кейт Танни | Мировые сборы: $37,6 млн.  |
| 2008 | Монстро                         | Cloverfield                       | Лили Форд  | Мировые сборы: $198,6 млн. |
| 2009 | Развлечение                     | Amusement                         | Лиза       | фильм на DVD               |
| 2011 | Большие мамочки: Сын как отец   | Big Mommas: Like Father, Like Son | Хейли      |                            |
| 2013 | Зловещие мертвецы: Чёрная книга | The Evil Dead                     | Оливия     |                            |
| 2014 | Этот неловкий момент            | That Awkward Moment               | Вера       |                            |
| 2014 | Помпеи                          | Pompeii                           | Ариадна    |                            |

### Телевидение
| Год       | Название на русском             | Название на английском              | Роль                     | Примечания          |
| --------- | ------------------------------- | ----------------------------------- | ------------------------ | ------------------- |
| 2000      | 7 дней                          | Seven Days                          | Рита                     | 1 эпизод            |
| 2001      | Сосисочная                      | The Sausage Factory                 | Хэйли                    | 1 эпизод            |
| 2001-2005 | Эджмонт                         | Edgemont                            | Бэкка Лоуренс            | Основной состав     |
| 2001      | Хэллоуинтаун 2: Месть Калабара  | Halloweentown II: Kalabar’s Revenge | Девушка-вампир           | телевизионный-фильм |
| 2002      | Ликвидация повреждений          | Damage Care                         | Таша Пино                | телевизионный-фильм |
| 2002-2003 | 2030 CE                         | 2030 CE                             | Джекки Кэн               | Основной состав     |
| 2003      | Ромео!                          | Romeo!                              | Джессика                 | 1 эпизод            |
| 2004      | Секс в другом городе            | The L Word                          | Роксанна                 | 1 эпизод            |
| 2004-2005 | Переходный возраст              | Life As We Know It                  | Сью Миллер               | Основной состав     |
| 2006      | Тайная жизнь маленького городка | Secrets Of A Small Town             | неизвестно               | сериал не заказан   |
| 2006      | Противоречивые решения          | Split Decision                      | Хизер Фаустино           | телевизионный фильм |
| 2007      | C.S.I.: Место преступления      | CSI: Crime Scene Investigation      | Ронни Лэйк               | 4 эпизода           |
| 2008      | 90210: Новое поколение          | 90210                               | Кимберли Макэнтайер      | 4 эпизода           |
| 2009-2010 | Мелроуз-Плейс                   | Melrose Place                       | Райли Ричмонд            | Основной состав     |
| 2011      | Секс по дружбе                  | Friends With Benefits               | Райли                    | Основной состав     |
| 2011      | Ясновидец                       | Psych                               | Лили Дженкинс            | 1 эпизод            |
| 2013      | Культ                           | Cult                                | Скай Ярроу               | Основной состав     |
| 2014      | Грейспойнт                      | Gracepoint                          | Рене Клемонс             | Основной состав     |
| 2015-2019 | Готэм                           | Gotham                              | Табита Галаван / Тигрица | Основной состав     |